# Odznaczenia, odznaki i oznaki harcerskie
Odznaki harcerskie – odznaki organizacyjne, pełniące funkcję odznak członkowskich lub odznaczeń honorowych w organizacjach harcerskich.
Oznaki harcerskie - elementy umundurowania prezentujące pozycję w organizacji np. pełnioną funkcję, stopień harcerski, instuktorski, numer, barwy i specjalność drużyny, grupę członkowską. Niektóre z nich prezentują zdobyte sprawności, znaki służb itp.

## Rodzaje odznak i oznak
Odznaki dzielimy na główne, umowne grupy takie jak:
- członkowskie - jej zdobycie i otrzymanie jest równoznaczne z otrzymaniem członkostwa w organizacji,
- odznaczenia - przyznawane w charakterze wyróżnienia np. za czynną służbę instruktorską lub zasługi dla organizacji.

Do oznak zaliczamy:
- specyficzne instrumenty metodyczne - zdobywanie tych oznak jest podyktowane samodzielną intencją członka lub jest wymagane w ramach zdobywania stopnia lub funkcji, przykładami są sprawności bądź naramiennik wędrowniczy;
- oznaki środowiska - specyficzne dla zastępu, drużyny, szczepu, związku drużyn, hufca, chorągwi, miasta, gminy lub powiatu; to, kto i czyją odznakę nosi, regulują przepisy danego środowiska, one także dyktują ich wzory i odmiany;
- oznaki funkcji - nadawane automatycznie po objęciu odpowiedniej funkcji, powszechnie stosuje się w tym charakterze sznur funkcyjny lub krokiewki;
- oznaki specjalności - noszone przez członków jednostki posiadającej określoną specjalność;
- plakietki pamiątkowe - otrzymywane za ukończenie imprezy harcerskiej (np. zlotu lub rajdu), mogą być noszone tylko przez określony czas, np. rok.

Niektóre odznaki i oznaki (np. sprawności) stopniują się, tj. występują w kilku odmianach o zróżnicowanym poziomie trudności wymagań.

## Odznaki organizacyjne
- znaczek zucha – odznaka noszona przez zuchy po złożeniu obietnicy zuchowej,
- krzyż harcerski – najważniejsza odznaka na harcerskim mundurze, noszona po złożeniu przyrzeczenia harcerskiego,
- lilijka harcerska – tradycyjna odznaka z inicjałami hasła filaretów: Ojczyzna, Nauka, Cnota,
- odznaka WOSM – noszona przez harcerzy ZHP, oznacza przynależność do Światowej Organizacji Ruchu Skautowego,
- odznaka WAGGGS – noszona przez harcerki ZHP, oznacza przynależność do Światowego Stowarzyszenia Przewodniczek i Skautek,
- odznaka ISGF – noszona przez starszyznę i seniorów ZHP, oznacza przynależność do Międzynarodowego Bractwa Skautów i Przewodniczek.

### Historyczne odznaki organizacji pseudoharcerskich
- znaczek harcerski (tzw. czuwajka) – odznaka członkowska w Organizacji Harcerskiej Związku Młodzieży Polskiej i Organizacji Harcerskiej Polski Ludowej
- odznaka Czerwonego Harcerstwa TUR – odznaka członkowska używana w Czerwonym Harcerstwie Towarzystwa Uniwersytetu Robotniczego.

## Odznaczenia
- Krzyż „Za Zasługi dla ZHP” - nadawany za zasługi na rzecz Związku Harcerstwa Polskiego,
- Honorowa Odznaka Ruchu Przyjaciół Harcerstwa - będąca wyrazem uznania Związku Harcerstwa Polskiego dla przyjaciół harcerstwa oraz osób zasłużonych dla rozwoju organizacji[1],
- Krzyż Honorowy ZHR - nadawany za zasługi na rzecz Związku Harcerstwa Rzeczypospolitej.

### Historyczne
- Honorowy Krzyż Harcerski z Czasów Walk o Niepodległość
- Odznaka harcerska „Za Zasługę”
- Odznaka harcerska „Za uratowanie życia”
- Odznaka Orła Harcerskiego (Odznaka Honorowa „Orła Harcerskiego” wz. z 1921 r.)
- Odznaka „Przyjaciel Harcerstwa” (z lat dwudziestych)
- Odznaka ZHP „Wdzięczności”

## Wykaz oznak
- sprawności harcerskie - charakterystyczne, stopniujące się odznaki;
- znaki służb - odpowiedniki sprawności, zdobywane przez harcerzy starszych i wędrowników grupowo;
- projekt starszoharcerski - bardzo charakterystyczna oznaka zdobywana grupowo przez harcerzy starszych, której wymagania i przebieg są ustalane przez uczestników realizujących ten projekt;
- naramiennik (patka, pagon) - oznaka informująca o posiadanym stopniu harcerskim oraz o numerze i barwach jednostki;
- naramiennik wędrowniczy - zdobywany przez wędrowników, sygnalizuje przynależność do ruchu wędrowniczego;
- podkładka pod krzyż harcerski i lilijka instruktorska - oznaki nadawane automatycznie po zdobyciu stopnia instruktorskiego.

Jako oznaki klasyfikuje się również:
- Harcerski Znak Balonowy, Harcerski Znak Spadochronowy - zdobywane w drużynach o specjalności lotniczej i spadochroniarskiej;
- Odznaka Kadry Kształcącej - stopniująca się oznaka, uprawniająca do prowadzenia kursów instruktorskich;
- Odznaka Kadry Programowej - stopniuje się, jej zdobycie potwierdza poziom kwalifikacji w zakresie tworzenia, prowadzenia i ewaluacji pracy programowe;
- Odznaka Ratownika ZHP (dawniej Ratownika Medycznego ZHP) - stopniuje się, jej zdobycie potwierdza poziom kwalifikacji ratowniczych;
- Harcerska Odznaka Strzelecka (HOS) - stopniująca się oznaka, potwierdzająca umiejętności w dziedzinie strzelectwa sportowego;
- miana - zdobywane przez całą jednostkę, zdobycie miana jest sygnalizowane oznaką nabitą na drzewce proporca;
- Husarskie Skrzydła - tradycyjne wyróżnienia dla najlepszych harcerskich zespołów lotniczych o wieloletnim dorobku;
- Odznaka instruktorów Nieprzetartego Szlaku - oznaka rozpoznawcza instruktorów NS.